# Station Maków Mazowiecki
Station Maków Mazowiecki is een spoorwegstation in de Poolse plaats Maków Mazowiecki.